# Toshiki Oyu
Toshiki Oyu (Japans: 大湯 都史樹, Ōyu Toshiki) (Sapporo, 4 augustus 1998) is een Japans autocoureur.

## Autosportcarrière
Oyu maakte zijn autosportdebuut in het karting in 2007. Hij reed vooral in Japan en won hier een aantal kampioenschappen. In 2015 debuteerde hij in het formuleracing in de Super FJ Okayama Challenge Cup, die hij winnend afsloot. In 2016 maakte hij de overstap naar het JAF Japanse Formule 4-kampioenschap, waar hij zowel in de westelijke als de oostelijke divisie kampioen werd. Tevens kwam hij uit in het Japanse Formule 4-kampioenschap bij het team Rn-sports. Hij won twee races op het Sportsland SUGO en de Suzuka International Racing Course en stond ook op de Twin Ring Motegi op het podium. Met 126 punten werd hij achter Ritomo Miyata en Sena Sakaguchi derde in het klassement.
In 2017 bleef Oyu rijden in de Japanse Formule 4, waarin hij overstapte naar het team HFDP als protegé van Honda. Hij behaalde drie zeges op Autopolis, de Fuji Speedway en Motegi en behaalde vier andere podiumplaatsen. Hij kende echter ook een aantal uitvalbeurten, waardoor hij met 166 punten achter Ritomo Miyata, Ukyo Sasahara en Yuki Tsunoda vierde werd in de eindstand.
In 2018 maakte Oyu de overstap naar het Japanse Formule 3-kampioenschap, waarin hij uitkwam voor het team Toda Racing. Hij behaalde vier podiumplaatsen op SUGO, het Okayama International Circuit en Motegi (tweemaal) en werd met 39 punten zesde in het eindklassement. Aan het eind van het seizoen debuteerde hij voor Toda in de Grand Prix van Macau, die hij als zestiende finishte.
In 2019 bleef Oyu actief in de Japanse Formule 3 bij Toda. Hij won een race op SUGO en behaalde vijf andere podiumplaatsen. Met 60 punten werd hij achter Sacha Fenestraz, Ritomo Miyata en Enaam Ahmed vierde in het kampioenschap. Tevens reed hij zijn eerste races in Europa tijdens het raceweekend op Silverstone van de Euroformula Open bij Team Motopark als vervanger van Yuki Tsunoda, die op dat moment deelnam aan het FIA Formule 3-kampioenschap. Oyu behaalde in beide races de pole position en de overwinning en behaalde zo 52 punten voor het kampioenschap, dat hij als veertiende afsloot.
In 2020 debuteerde Oyu in zowel de Super Formula bij het team TCS Nakajima Racing en in de GT300-klasse van de Super GT bij het Autobacs Racing Team Aguri in een Honda NSX GT3 Evo. In de Super Formula kende hij een moeilijke start, maar won hij aan het eind van het seizoen een race op Suzuka en behaalde hij een podium op Fuji, waardoor hij met 41 punten zesde werd in het kampioenschap. In de Super GT deelde hij een auto met achtereenvolgens Shinichi Takagi en Nobuharu Matsushita, met wie hij twee podiumfinishes behaalde op Fuji. Met 45 punten werd hij hier vierde in de eindstand.
In 2021 blijft Oyu actief in de Super Formula bij Nakajima, maar stapt hij binnen de Super GT over naar de GT500-klasse, waar hij bij het Team Red Bull Mugen een auto deelt met Ukyo Sasahara.